# 水社大山
水社大山（邵語：Zintun marutaw a hundun），一名水社山，是臺灣南投縣日月潭東南方的一座山，為雪山山脈最南端及玉山山脈最北端的山之一，位於魚池鄉日月村、東光村，以及信義鄉潭南村的交界，因西側緊鄰舊時的水社地區，且山體龐大而得名。最高峰海拔2103公尺，有時特稱為水社主峰，位於其西北方約550公尺的山肩設有二等三角點1134號，標高2059公尺（2058.947公尺），為台灣百名山之一、明潭四秀（日月潭四兄妹）之首，為魚池鄉最高峰。此山於2003年由行政院體育委員會選為台灣小百岳之一，2006年因後段步道登行難度高而除名。
水社大山是烏溪支流東光溪、公林溪，以及濁水溪支流玉崙溪的發源地，東北方以東光溪與明潭四秀之次大尖山相隔，西北麓為公林溪的水道頭瀑布。山脊向北連接頂城山，南抵濁水溪北側的姑姑山、潭南山。

## 登山步道
水社大山登山口起自日月村之邵族民族議會標示牌旁之水社登山步道口指標，登頂全程來回約須8小時。前段路程為水社大山步道，鋪有石階，走完1853層石階即到達設有觀景台的山腰。沿途為低海拔原始闊葉林及中海拔針闊葉混合林，夾以大片茂盛的孟宗竹林。山頂與水里溪對岸的集集大山遙遙相望，惟植被茂密，展望不佳。

## 外部連結
- 水社大山登山步道 （页面存档备份，存于） 日月潭國家風景區 （繁體中文）